# Alexandru Madgearu
Alexandru Madgearu (n. 1964, România) este un istoric român contemporan specializat în istoria antică târzie și medievală timpurie, precum și în istoria Banatului. Doctor în istorie din 1997, Alexandru Madgearu lucrează la Institutul pentru Studii Politice de Apărare și Istorie Militară din București.

## Lucrări publicate

### Cărți

#### În limba română
1. 2019– Madgearu, Alexandru - Expansiunea maghiară în Transilvania, editura Cetatea de Scaun
2. 2007– Madgearu, Alexandru - Organizarea militară bizantină la Dunăre în secolele X-XII, editura Cetatea de Scaun
3. 2001– Madgearu, Alexandru - Rolul creștinismului în formarea poporului român, editura ALL
4. Madgearu, Alexandru - Originea medievală a focarelor de conflict din Peninsula Balcanică, Editura Corint, ISBN 9736531910 (973-653-191-0)
5. Madgearu, Alexandru - Românii în opera Notarului Anonim, Centrul de Studii Transilvane, Fundația Culturală Română, ISBN 9735772493 (973-577-249-3)

#### În limba engleză
1. Alexandru Madgearu - The Romanians in the Anonymous Gesta Hungarorum: Truth and Fiction – Center for Transylvanian Studies, Romanian Cultural Institute, ISBN 9737784014 (973-7784-01-4)
2. Alexandru Madgearu, Martin Gordon - The Wars of the Balkan Peninsula: Their Medieval Origins, ISBN	0810858460 / 9780810858466 / 0-8108-5846-0

### Studii și lucrări scurte

#### În limba română
1. 1998 – Madgearu, Alexandru - Geneza și evoluția voievodatului bănățean din secolul al X-lea, Studii și Materiale de Istorie Medie, 16, 1998
2. 1993 – Madgearu, Alexandru - Contribuții privind datarea conflictului dintre ducele bănățean Ahtum și regele Ștefan I al Ungariei, Banatica, Reșița, decembrie 1993

#### În limba engleză
1. 2003 – Madgearu, Alexandru - The Periphery Agaist the Centre:The Case of Paradunavon]